# Cérilly, Allier
Cérilly är en kommun i departementet Allier i regionen Auvergne-Rhône-Alpes i centrala Frankrike. Kommunen ligger  i kantonen Cérilly som ligger i arrondissementet Montluçon. År 2022 hade Cérilly 1 312 invånare.

## Befolkningsutveckling
Antalet invånare i kommunen Cérilly
Referens: INSEE